# Пабло де ла Льяве
Доктор Пабло де ла Льяве (ісп. Pablo de la Llave; 1773—1833) — мексиканський католицький священник, політик і натураліст.
Він народився в заможній родині та виріс у місті Кордова (Веракрус). Після блискучої університетської кар'єри він став викладачем у національному коледжі Святого Іоанна Латеранського та доктором теології в тодішньому Мексиканському університеті. Він був відомим проповідником і зробив деякі переклади з івриту. Він поїхав до Європи та деякий час жив у Парижі. Після цього він став заступником директора Мадридського музею природної історії при бонапартистському королівстві. У 1811 і 1812 роках він допомагав Хосе Маріано Мосіньо в організації колекцій експедиції Нової Іспанії (1787—1803) для вивчення природної історії Мексики. У 1820 і 1821 роках він представляв штат Веракрус в законодавчому органі Іспанії, де був лібералом.
Повернувшись до Мексики після проголошення незалежності, він обіймав церковні посади, включно зі скарбником церкви в Морелії (тоді називалася Вальядолід) у штаті Мічоакан. До 1823 року він був міністром юстиції та церковних справ в імперській адміністрації Агустіна де Ітурбіде. У 1824 році перший президент Мексики Гвадалупе Вікторія призначила його до складу нового кабінету. Він також обіймав посаду сенатора від Веракруса. Політично Льяве вважався лібералом і слухняним послідовником республіканського священника і політика Мігеля Рамоса Аріспе.
У біології він і його колега Хуан Хосе Мартінес де Лехарса були першими, хто систематично вивчав орхідеї Мічоакану. У 1824 році вони опублікували працю з описом близько 50 видів. Він був обраний членом Американського філософського товариства в 1826 році.
У 1831 році ла Льяве призначено директором Національного музею природної історії Мексики. У 1832 і 1833 роках він опублікував орнітологічні статті в мексиканському журналі, який недовго проіснував, у яких описав і назвав кількох птахів, серед яких цакатл та квезал довгохвостий були новими для науки. Через невідомість журналу він не отримував кредитів протягом кількох десятиліть, а деякі джерела неправильно вказують дату статті як 1871 рік, можливо, дату перевидання.
Льяве помер у Кордові в липні 1833 року. Генерал Ігнасіо де ла Льяве був йому племінником. На його честь названий рід папороті Llavea.